# Bukowiec (województwo dolnośląskie)

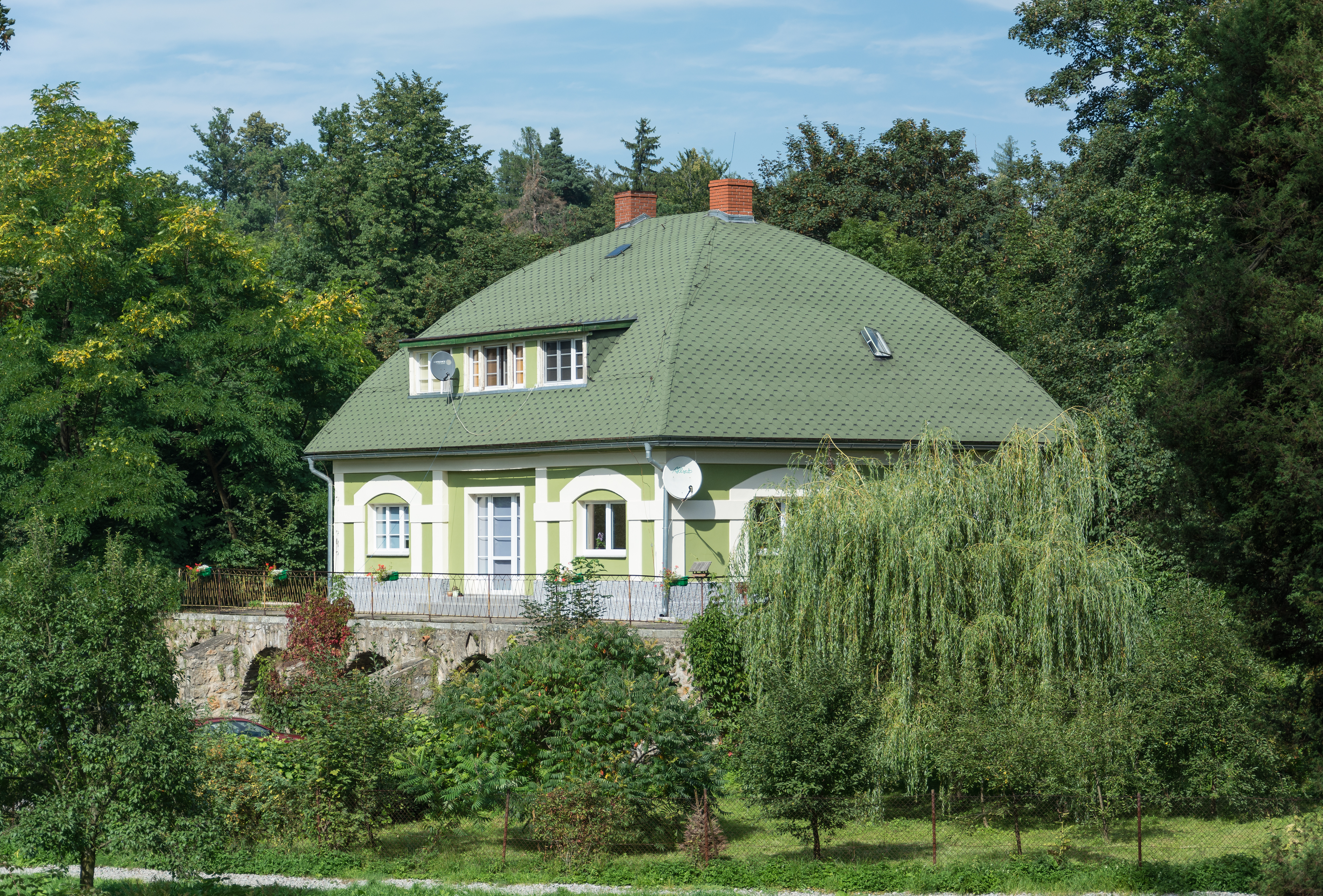
Zabytkowy dom ogrodnika w Bukowcu

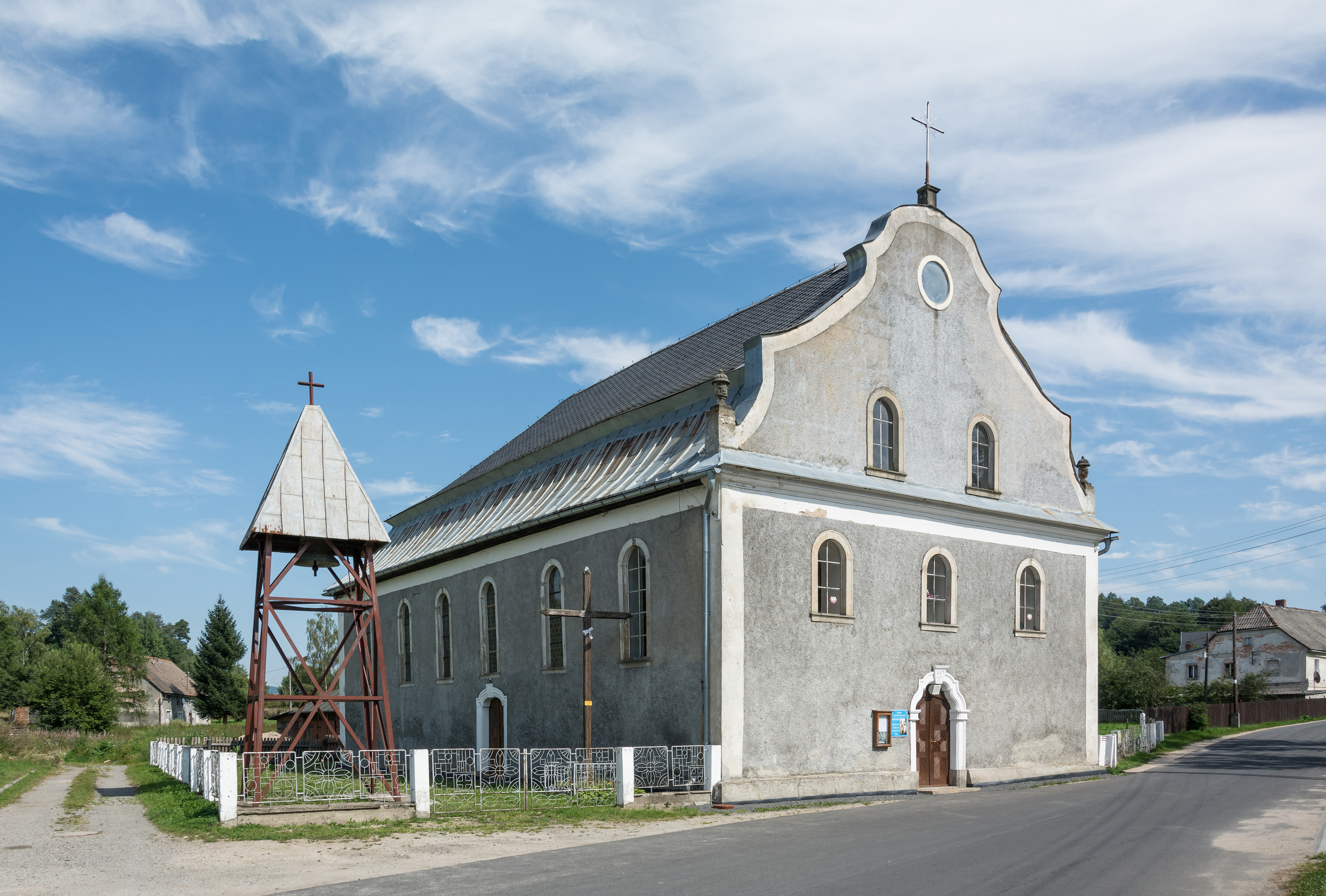
Kościół św. Jana Chrzciciela w Bukowcu

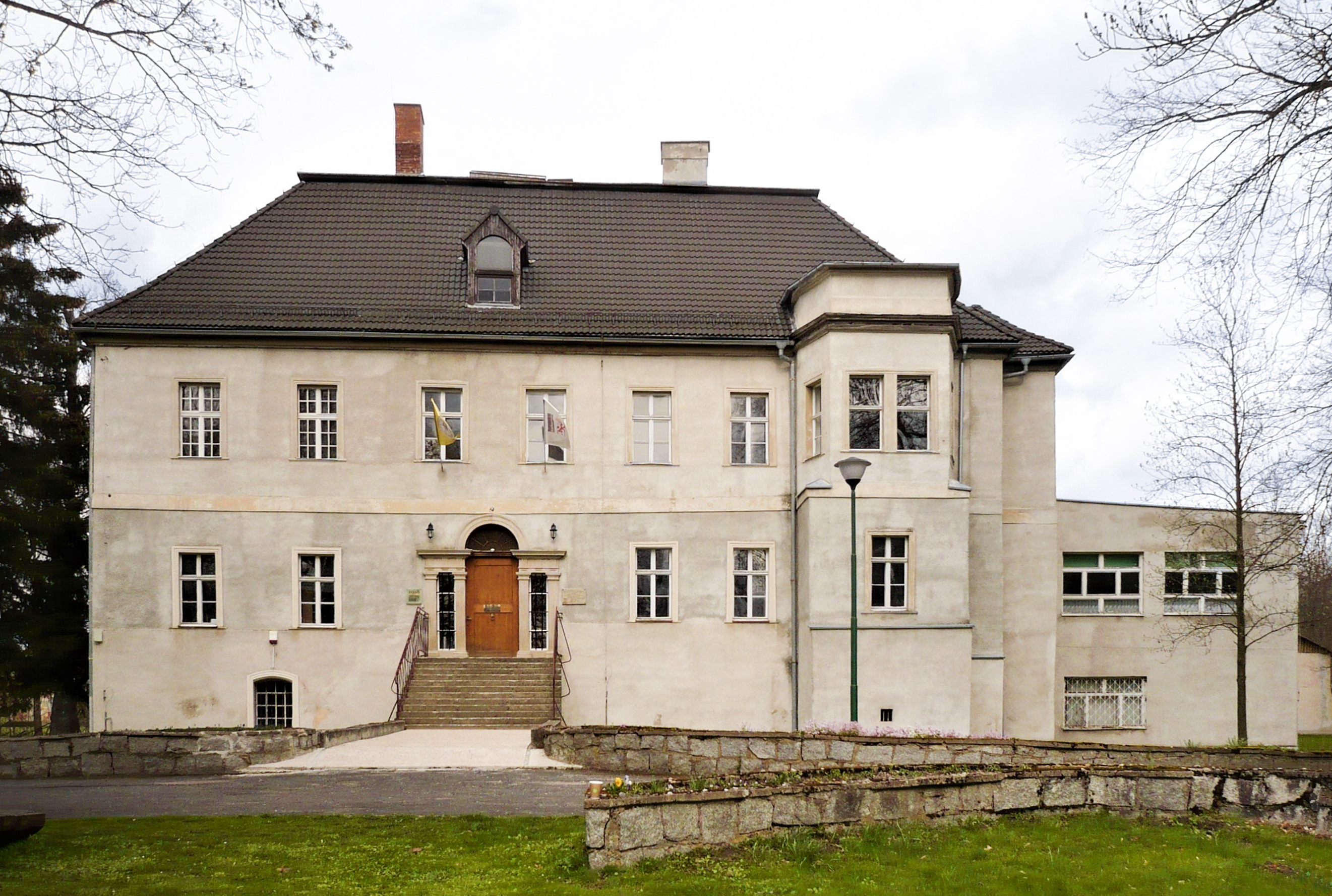
Pałac w Bukowcu

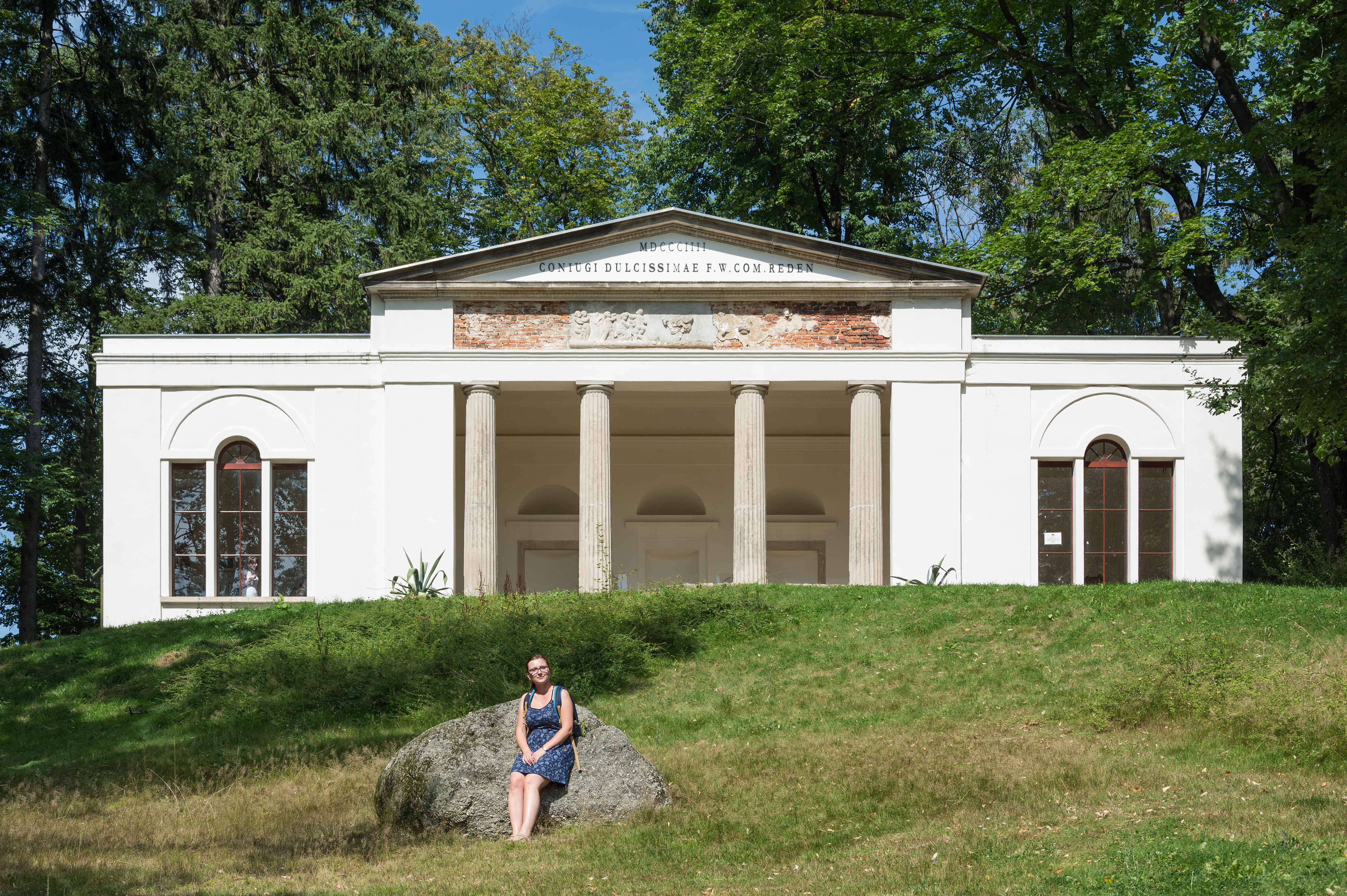
Pawilon parkowy w Bukowcu

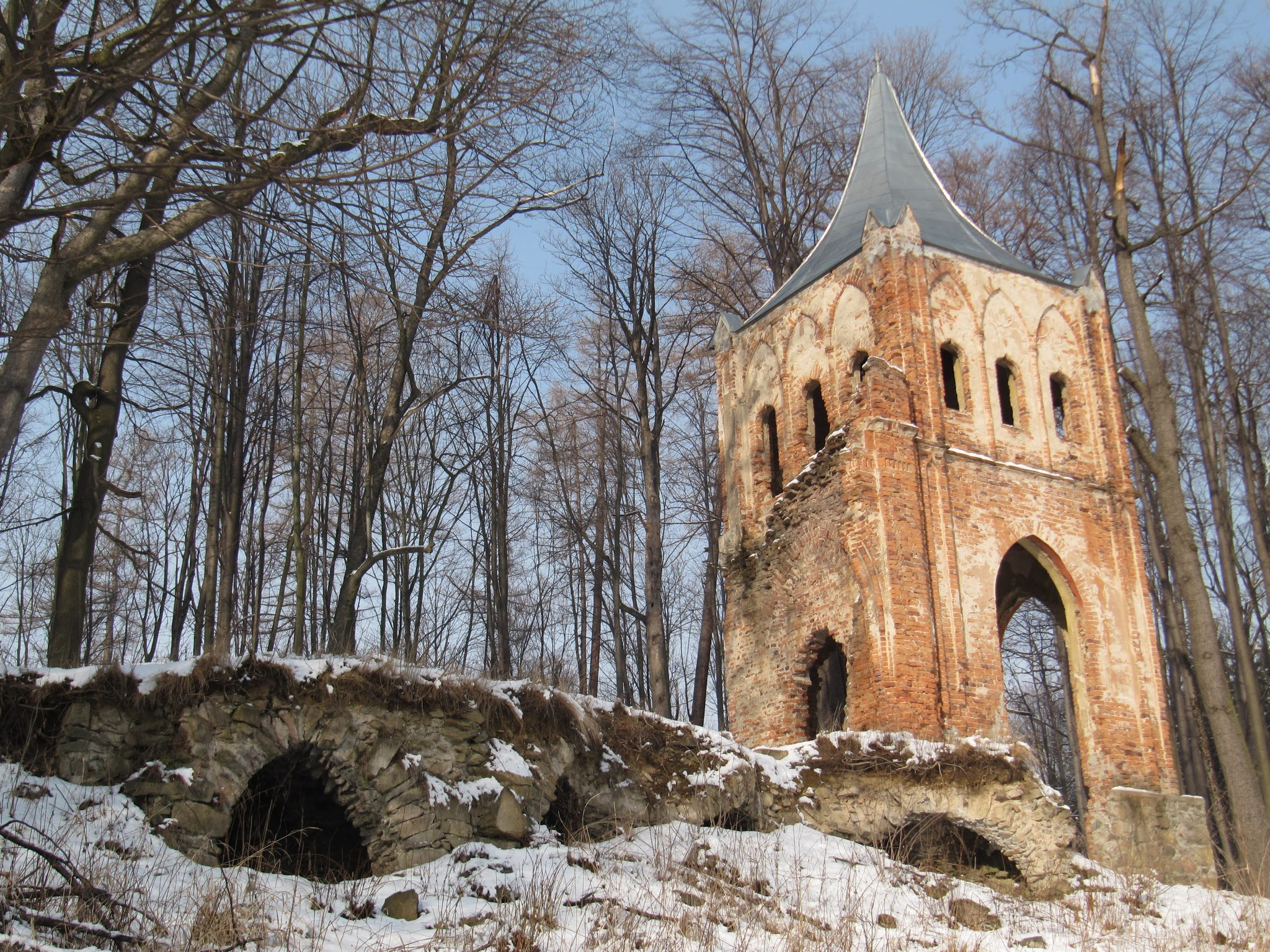
Mauzoleum w Bukowcu

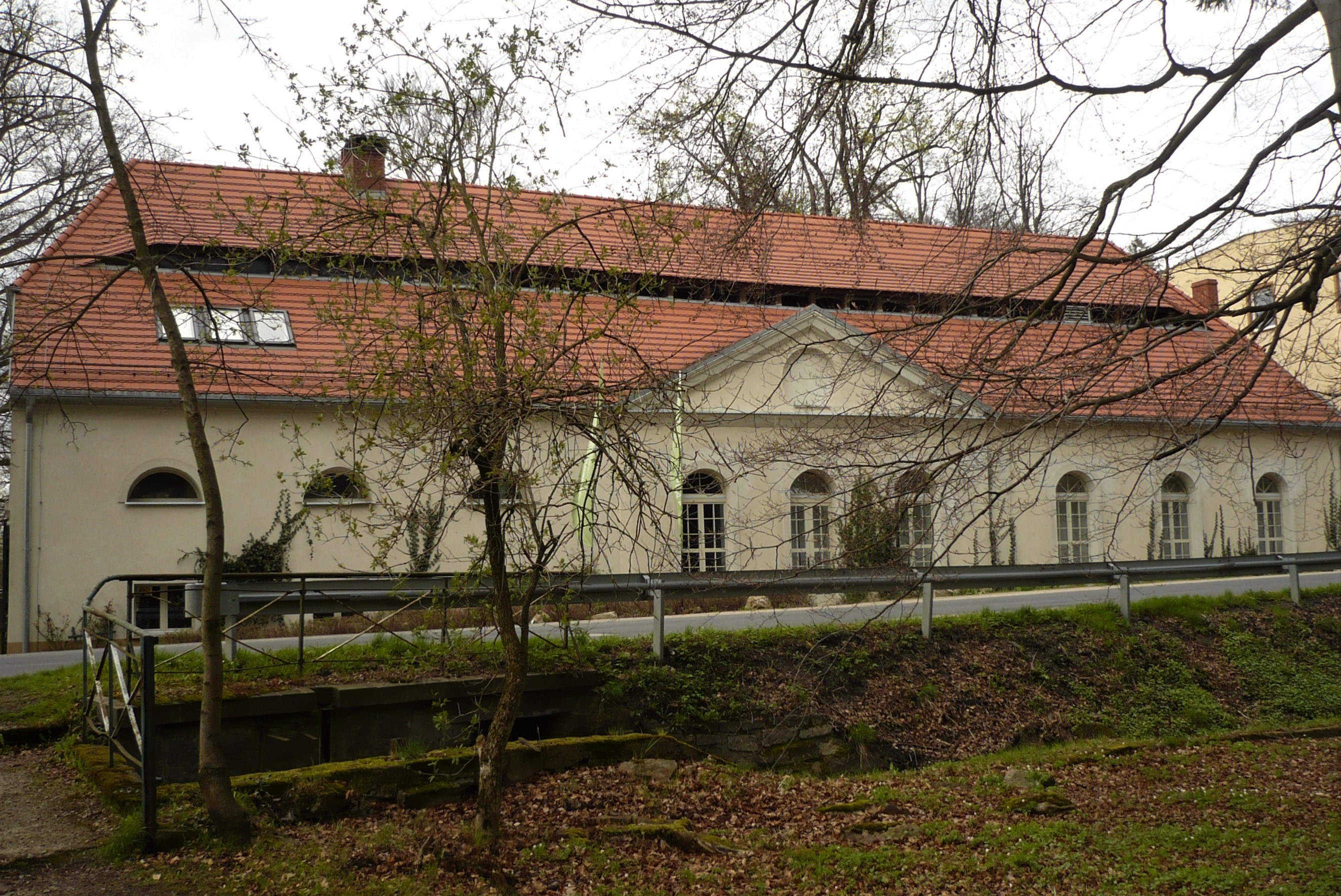
Były browar

Bukowiec (niem.  Buchwald, cz.  Bukovník) – wieś w województwie dolnośląskim, w powiecie karkonoskim, w gminie Mysłakowice, położona na wysokości 400–490 m n.p.m., w Rudawach Janowickich (Sudety Zachodnie). Znajduje się tu zespół pałacowo-parkowy.

## Podział administracyjny
W latach 1975–1998 miejscowość położona była w województwie jeleniogórskim.

## Historia
Pierwsze wzmianki na temat Bukowca w źródłach pisanych pochodzą z około 1305 roku. Heincze von Zedlitz wymieniany jest jako pan osiadły na Bukowcu w 1379 roku. Rodzina von Zedlitz panowała na dobrach bukowieckich do połowy XVI wieku. W roku 1420 we wsi założono stawy rybne. W roku 1622 wieś znajduje się na trasie przejścia oddziału Lisowczyków. W roku 1795 (inne źródła podają rok 1785) Bukowiec zostaje zakupiony przez Fryderyka Wilhelma hrabiego Redena. On, a następnie po jego śmierci w roku 1815 jego żona Fryderyka Karolina z domu von Riedesel gruntownie przebudowują pałac i park. Pod władaniem wdowy po hrabim von Redenie Bukowiec staje się znaczącym ośrodkiem kulturalnym ówczesnych Prus, posiada także status oficjalnego letniska.
19 maja 1946 ustalono urzędową polską nazwę Bukowiec w miejsce niemieckiej Buchwald.
Po II wojnie światowej wieś i pałac zostały ograbione. Obecnie miejscowość nie posiada znaczących walorów turystyczno-letniskowych. Budowle parkowe wspaniałego niegdyś zespołu parkowo-pałacowego uległy dewastacji i częściowemu zniszczeniu. Pałac został nieumiejętnie przebudowany i zeszpecony przybudówką, park rozparcelowany.
W ostatnich latach postępuje rewaloryzacja herbaciarni i parku z amfiteatrem, co jest realizacją planów rewaloryzacji zespołu parkowo-pałacowego i przywrócenia mu dawnego kształtu, opracowanych przez Fundację Doliny Pałaców i Ogrodów Kotliny Jeleniogórskiej, z zamiarem utworzenia tu Centrum Edukacyjno-Szkoleniowego.

### Filia obozu Groß-Rosen
Przy sanatorium w Bukowcu co najmniej od listopada 1944 znajdowała się filia obozu koncentracyjnego Groß-Rosen, w której w jednym baraku mieszkało 25 żydowskich więźniów, pracujących jako robotnicy fizyczni w sanatorium. Nie jest znany los obozu i więźniów po lutym 1945.

### Zabytki
Do wojewódzkiego rejestru zabytków wpisane są obiekty:
- gotycki kościół fililany pw. św. Marcina z XVI w.
- zbór ewangelicki, obecnie kościół rzymskokatolicki parafialny pw. św. Jan Chrzciciela, z połowy XVIII w.
- zespół pałacowy, z XVI-XIX w.:
  - pałac, z drugiej połowy XVI w., przebudowany w latach 1790-1800, w stylu klasycystycznym według projektu m.in. Karola Gotfryda Geisslera, z salami: dworską słoneczną, księżycową i jadalną[10]
  - pawilon – herbaciarnia, z 1804 r. – biblioteka hrabiny Fryderyki von Reden w formie świątyni doryckiej, zbudowana dla uczczenia drugiej rocznicy ślubu von Redenów
  - zachowane częściowo mauzoleum rodu von Redenów, tzw. Opactwo (sztuczna ruina), poświęcone 12 maja 1818, miejsce złożenia zwłok Fryderyka i Fryderyki von Reden
  - budynek mieszkalno-gospodarczy z oborą, z pierwszej ćwierci XIX w.
  - stodoła, z pierwszej ćwierci XIX w.
  - park, z 1780 r., zmiany w XIX w.
- willa, ul. Tokarska 17, z 1882 r., przebudowana w 1934 r.
  - otoczenie.

inne zabytki:
- budynek zarządu dróg
- dom ogrodnika z 1797 (niem. Walterhaus)
- amfiteatr w formie sztucznej ruiny
- wieża widokowa (Zamek Kesselburg na wysokości 480 m n.p.m.), udostępniona dla zwiedzających
- browar.

## Wspólnoty wyznaniowe
Na terenie wsi działalność religijną prowadzą następujące Kościoły i związki wyznaniowe:
- Kościół rzymskokatolicki:
  - Parafia św. Jana Chrzciciela w Bukowcu

## Szlaki turystyczne
- tzw. Główny Szlak Sudecki z Karpacza do Szarocina
- z Jarkowic do Karpnik